# Иван Паскјевич
Иван Фјодорович Паскјевич (руски: Ива́н Фёдорович Паске́вич; 19. мај 1782—1. фебруар 1856) је био руски војсковођа, гроф Јеревана и намесник Краљевине Пољске. Носио је титулу фелдмаршала руске, а касније и пруске и аустријске армије.

## Биографија
Рођен је 1782. године у Полтави у богатој породици козачког порекла. Образован је на Пажеском корпусу. Његов напредак био је веома брз. Од 1800. године учествује у Наполеоновим ратовима. Узео је учешћа у бици код Аустерлица 1805. године. Од 1807. до 1812. године ангажован је у кампањама против Турске. Истиче се многим смелим и бриљантним подвизима. Током Наполеонове инвазије на Русију и у рату Шесте коалиције, Паскјевич је командант 26. пешадијске дивизије. Учествује у бици код Лајпцига. За заслуге у овој бици унапређен је у генерал-пуковника. По избијању Руско-персијског рата 1826. године био је други по команди, а следеће године и главнокомандујући. Сјајним победама приморао је персијског шаха да фебруара 1828. године тражи мир. Као награду, добио је титулу грофа Јеревана и милион рубаља, као и мач са дијамантском дршком. Учествује у Кавкаском рату у данашњем Дагестану. Године 1831. поверена му је војска за гушење побуне у Конгресној Пољској, Новембарском устанку. Паскјевич је заузео Варшаву, центар устанка, и тиме је задао смртан ударац пољској независности. Због тога је награђен титулом варшавског кнеза и вицекраља Пољске. По избијању Мађарског устанка 1848. године, именован је командантом руских трупа послатих у помоћ Аустрији. Приморао је Мађаре на предају након победе код Вилагоша. Априла 1854. године именован је командантом Дунавске војске. Претрпео је пораз код Силистрије. Због рањавања је приморан да се повуче из активне службе. Умро је 1. фебруара 1856. године у Варшави. Тамо му је 1860. године подигнут споменик.